# 1379
1379 (MCCCLXXIX) je bilo navadno leto, ki se je po julijanskem koledarju začelo na soboto.

## Dogodki
- 1. januar

## Smrti
- 18. februar - Albert II., prvi vojvoda Mecklenburga (* 1318)
- 29. maj - Henrik II., kastiljski kralj (* 1334)
- 15. november - Oton V. Wittelsbaški, bavarski vojvoda, brandenburški mejni grof (* 1346)
- Tommaso da Modena, italijanski (beneški) slikar (* 1326)